# Andrea Boscoli

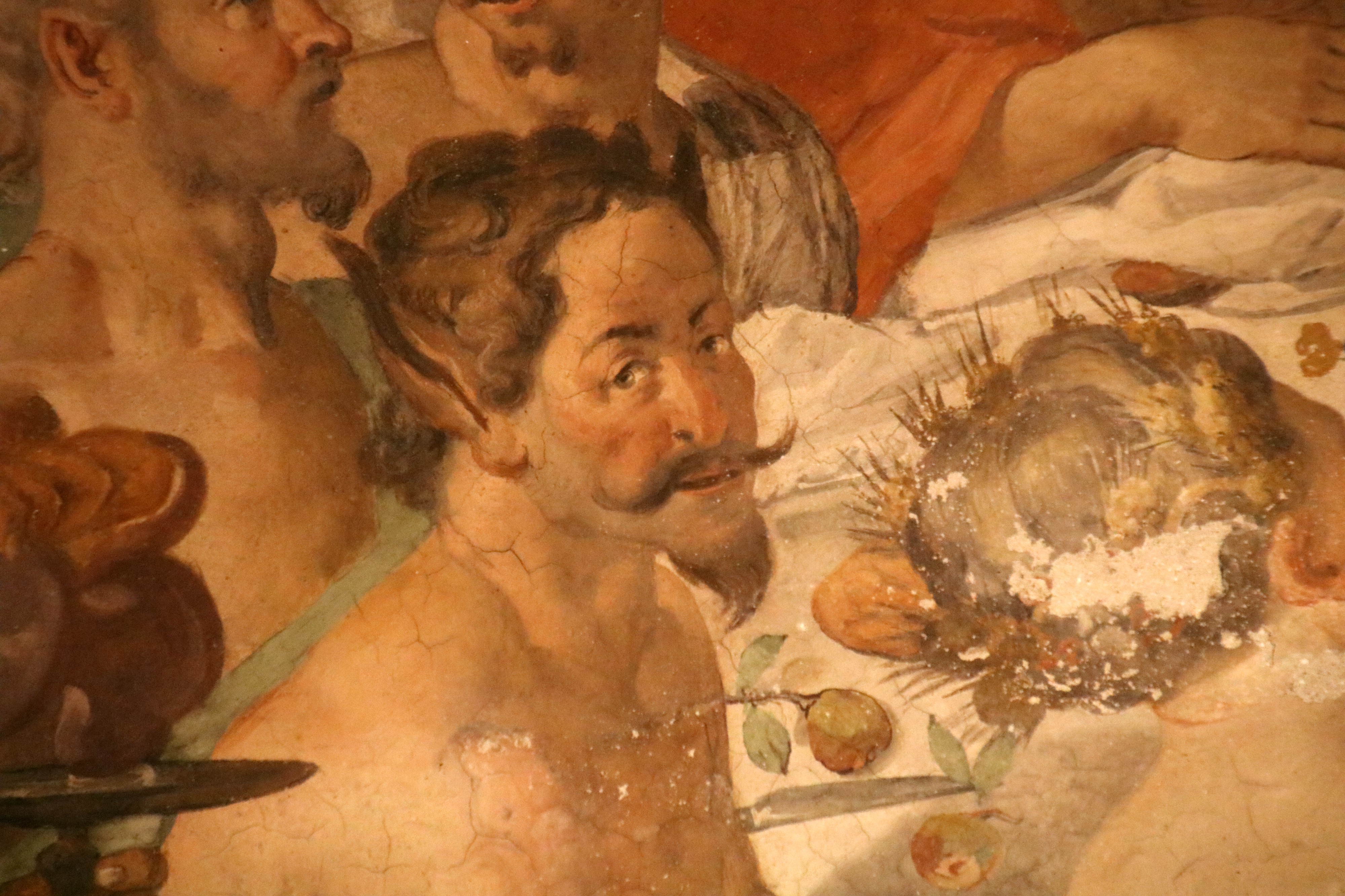
Autoritratto di Andrea Boscoli nell'affresco Convivio degli dei a Villa di Corliano (Pisa)

Andrea Boscoli (Firenze, 1560 circa – 1607) è stato un pittore italiano.

## Biografia
Allievo di Santi di Tito intorno al 1575, secondo Filippo Baldinucci: «diventò molto pratico imitatore della maniera del maestro talmente che forse qualche opera di questo sarebbe stata cambiata con quelle di lui». 

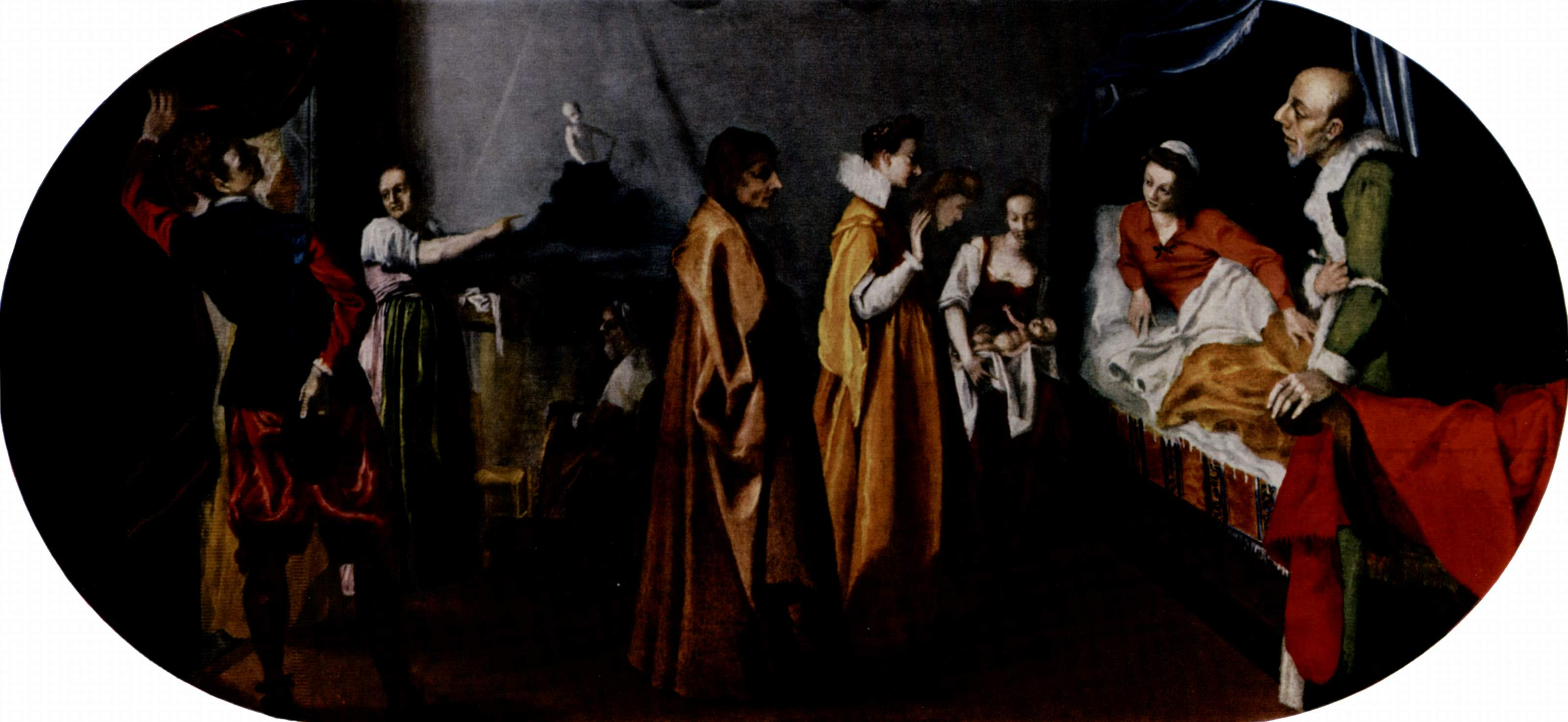
Andrea Boscoli, Nascita di Maria, olio su tela, Firenze, Galleria Palatina, Palazzo Pitti

Le sue prime opere note sono due disegni circolari di un Trionfo di Bacco e di un Sileno, datati 1582, rispettivamente a Weimar e agli Uffizi che, come ricorda il Baldinucci: «A Carlo Davanzati fece due disegni in tondo per intagliarsi in sottocoppa d'argento, ove figurò favole di Sileno e Bacco che furono stimati bellissimi.»
Negli anni ottanta compie un viaggio di studio a Roma, come testimoniano disegni a penna e acquerello di statue antiche e di fregi di Polidoro da Caravaggio, di un segno rapido e spigoloso. A questo decennio appartengono le tele, attribuite, de Il trionfo di Mardocheo del LACMA di Los Angeles e delle Nozze di Cana degli Uffizi, dove le figure richiamano Santi di Tito e il gusto dei particolari preziosi appartiene alla cerchia manierista dei pittori medicei.
Nel 1587 affresca nel chiostrino di San Pier Maggiore di Firenze un Martirio di san Bartolomeo con figure manieristiche dai colori trasparenti e ombre colorate. Nell'affresco, staccato e trasferito su tela, nel chiostro dell'oratorio di San Pierino a Firenze, trasforma il tremendo scoiamento del santo, che dovrebbe essere un esempio devozionale per i buoni cattolici, in una scena di indifferente curiosità: relega il martirio in secondo piano e lo rappresenta con tonalità chiare e trasparenti, mettendo in primo piano un soldato in una posa pomposa alla Zuccari, e tre figure che mostrano riferimenti al Pontormo.
Nel 1592-1593 affresca il Convivio degli dei alla Villa di Corliano ai Bagni di Pisa (San Giuliano Terme).
Nel 1593 dipinge l'Annunciazione della chiesa del Carmine di Pisa e gli affreschi, parzialmente distrutti nel 1944, nella chiesa di San Matteo; durante questo soggiorno disegna nel Camposanto alcuni degli affreschi di Benozzo Gozzoli; altri suoi disegni ricavati da opere del Correggio, del Gambara, di Tiziano e del Muziano, testimoniano i suoi viaggi a Parma, a Genova, a Venezia e a Reggio Emilia.
Nel 1596 dipinge il Miracolo di San Nicola nella chiesa fiorentina di San Lorenzo alle Rose e la Visitazione in quella di Sant'Ambrogio, che richiama l'omonima pala del Pontormo a Carignano in versione però controriformista, nella compunta devozione dei personaggi.
Dal 1600 opera nelle Marche, dove ha la disavventura di essere accusato di spionaggio e imprigionato per poco tempo; nel monastero di San Luca di Fabriano produce i suoi capolavori, un'Annunciazione, una Madonna e santi, una Natività ora nella locale Pinacoteca e affresca la volta del Brefotrofio. Nella tradizione manieristica della regione derivante dallo Zuccari e dal Barocci porta una pittura composta e armoniosa nella ricchezza della luce e del colore.
Seguono la Circoncisione del Duomo di Fermo, gli affreschi, rovinati, nella Chiesa di Santa Maria Piccinina, e nel 1601 realizza una volta ad affresco con Santi Martiri ed una pala con la Crocefissione tra i Dolenti per la Chiesa di Santa Maria del Buon Gesù a Carassai, oscillante tra un colorismo ed un allungamento delle figure di derivazione manierista fiorentina, e una concentrazione devota di tempra già riformata, e dove si nota anche un richiamo al patetismo manieristico di Andrea Lilli. Nel 1604 il pittore esegue la Madonna e i santi Tommaso, Lorenzo e Francesco firmata "questa pinse Andrea Boscoli fiorentino l'anno millesicentoquattro" ora nella Pinacoteca di Macerata, nella quale l'artista adotta una composizione spaziosa e festosa, per la quale si è voluto vedere dei riferimenti ai Carracci, con una scelta cromatica che risale consapevolmente al Barocci.
Nel 1606 il pittore ritorna al Firenze e qui sarebbe morto nei primi mesi del 1607.

## Valutazione

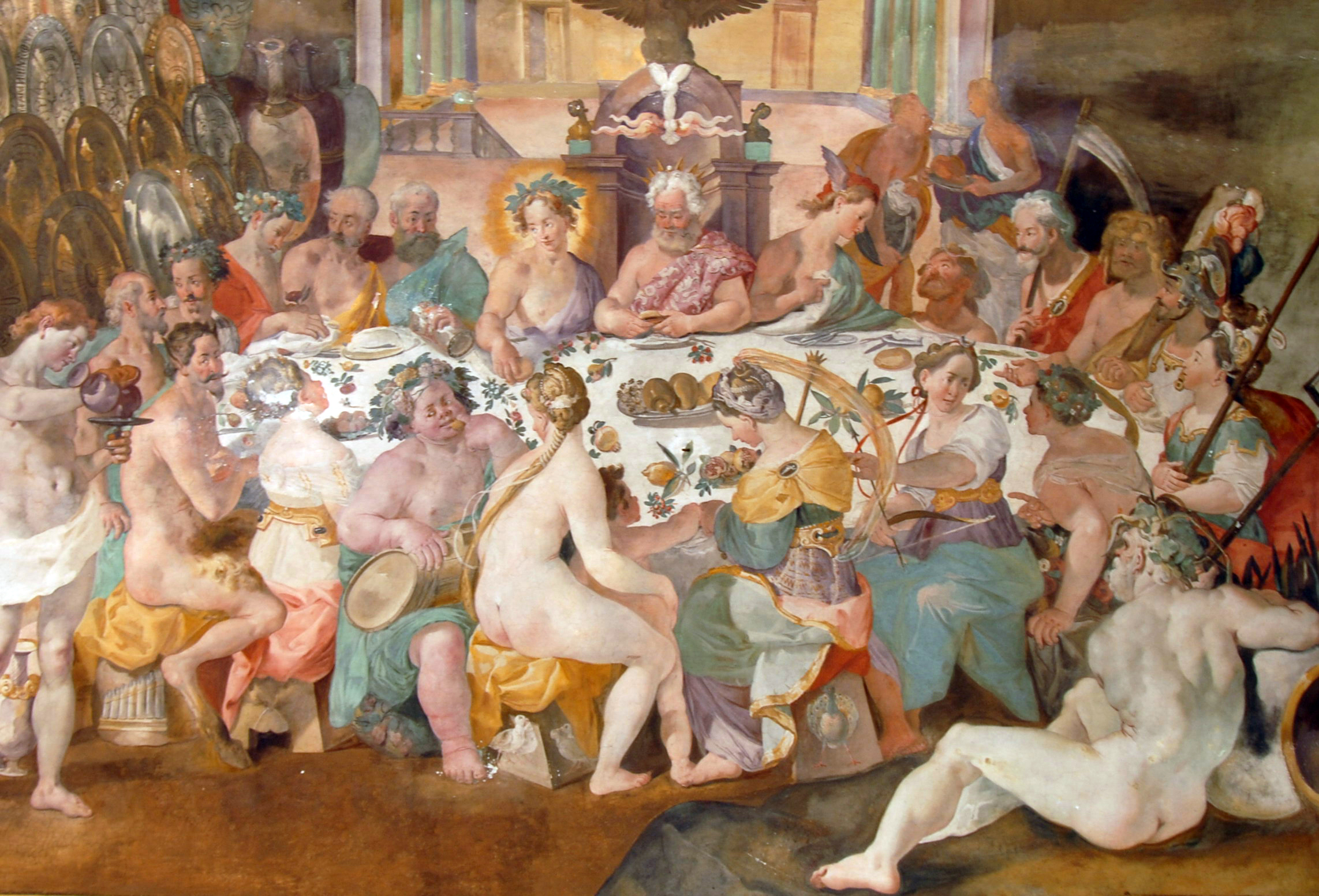
Convivio degli dei a Villa di Corliano (Pisa)

Il San Giovanni Evangelista resuscita Drusiana, tela conservata nella Collezione Johnson di Filadelfia, pendant di un Miracolo di San Paolo disperso, attribuito dal Longhi al Boscoli ma nel catalogo della Collezione al veneto Pietro Mariscalchi, "per la pennellata liquida e i preziosismi luministici... nonché per il modo diretto di impastare la forma col colore... Ma la struttura delle ombre fonde e chiazzate è fondamentalmente disegnativa e tipica del Boscoli, come ... la semplicità del racconto, più fiabesco che sacro, popolato di personaggi che uniscono la più accreditata tradizione fiorentina... ma anticipando il fare pittoresco del prossimo Seicento fiorentino..."(Forlani).
Se nella prima giovinezza fu naturalmente vicino al maestro Santi di Tito, si costruì una personalità autonoma attingendo a fonti diverse: a Bernardino Poccetti, per la vena narrativa, ad Andrea Tempesta, a Francesco Vanni e al Salimbeni per il trattamento formale, agli olandesi Bloemart e Goltzius, conosciuti attraverso incisioni, per l'inconvenzionalità inventiva e l'interesse paesaggistico, ai primi manieristi, Pontormo, Rosso Fiorentino, Beccafumi, mentre a Federico Zuccari e al Barocci guardò durante il non breve soggiorno marchigiano.

## Alcune opere

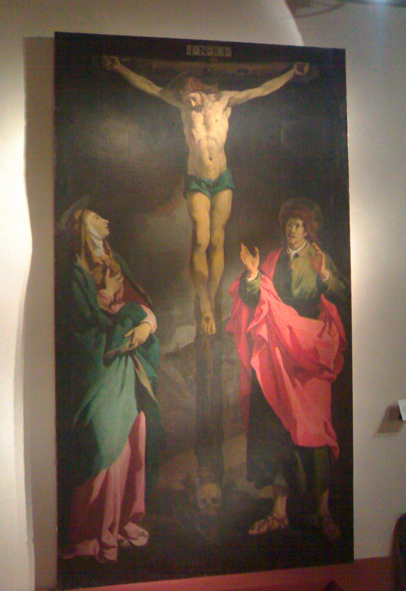
Crocifissione

- Los Angeles, County Museum, Il trionfo di Mardocheo
- Firenze, Oratorio di San Pierino, chiostro, Martirio di S. Bartomeo, affresco staccato e trasferito su tela, 1587
- Firenze, Oratorio di San Pierino, chiostro, Temperanza, affresco staccato e riportato su tela, 1587
- Firenze, Uffizi, Le nozze di Cana
- Firenze, Uffizi, San Sebastiano
- Firenze, Galleria Palatina, Nascita di Maria
- Pisa, Villa di Corliano, Convivio degli dei, 1592
- Pisa, Chiesa del Carmine, Annunciazione, 1593
- Pisa, Museo nazionale di San Matteo (depositi), San Francesco in estasi
- Firenze, chiesa di San Lorenzo alle Rose, Il miracolo di San Nicola, 1596
- Firenze, chiesa di Sant'Ambrogio, Visitazione, 1596
- Fabriano, Pinacoteca, Annunciazione; Madonna e santi; Natività
- Macerata, Musei Civici di Palazzo Buonaccorsi, La Madonna con la cintola e i santi Tommaso, Lorenzo e Francesco, 1604
- Macerata, Chiesa di Santa Maria delle Vergini (Macerata), Decorazione ad affresco della calotta absidale della cappella della Compagnia dei Vergini, 1605
- Macerata, Cattedrale di San Giuliano, Madonna con Bambino, sant'Andrea e san Sebastiano
- Carassai AP - Marche, Chiesa di Santa Maria del Buon Gesù, Crocefissione, 1601
- Ottaviano, Chiesa del Rosario, L'Adorazione dei Magi